# Schorrentandkaak
De schorrentandkaak (Enoplognatha mordax) is een spinnensoort in de taxonomische indeling van de kogelspinnen (Theridiidae).
Het dier komt uit het geslacht Enoplognatha. Enoplognatha mordax werd in 1875 beschreven door Tord Tamerlan Teodor Thorell.